# Diwiejewo
Diwiejewo (ros. Дивеево) – wieś (sieło) w Rosji, w obwodzie niżnonowogrodzkim, ośrodek administracyjny rejonu diwiejewskiego. W 2010 liczyła 6408 mieszkańców.